# Hyperfrontia lory
Hyperfrontia lory là một loài bướm đêm trong họ Noctuidae.